# Santa-Maria-Siché
Santa-Maria-Siché es una comuna y población de Francia, en la región de Córcega, departamento de Córcega del Sur.
Su población en el censo de 1999 era de 355 habitantes.

## Demografía
| 493 | 537 | 461 | 439 | 355 | 357 |
| Para los censos de 1962 a 1999 la población legal corresponde a la población sin duplicidades (Fuente: INSEE [Consultar]) |     |     |     |     |     |

- Datos: Q273473
- Multimedia: Santa-Maria-Siché / Q273473

1. ↑  Worldpostalcodes.org, código postal n.º 20190.
2. ↑  INSEE, Datos de población para el año 2012 de Santa-Maria-Siché (en francés).